# II wiek
I wiek<>III wiek
101 102 103 104 105 106 107 108 109 110 111 112 113 114 115 116 117 118 119 120 121 122 123 124 125 126 127 128 129 130 131 132 133 134 135 136 137 138 139 140 141 142 143 144 145 146 147 148 149 150 151 152 153 154 155 156 157 158 159 160 161 162 163 164 165 166 167 168 169 170 171 172 173 174 175 176 177 178 179 180 181 182 183 184 185 186 187 188 189 190 191 192 193 194 195 196 197 198 199 200

## Zmarli
- około 100 – św. Jan Apostoł
- 120 – Publiusz Korneliusz Tacyt, historyk rzymski
- około 125 – Plutarch, grecki pisarz i filozof
- około 130 – Swetoniusz, pisarz rzymski
- około 168 – Klaudiusz Ptolemeusz, aleksandryjski matematyk, astronom, astrolog i geograf
- 180 – Marek Aureliusz, cesarz rzymski
- 200 – Galen, lekarz rzymski

## Wydarzenia w Europie
- 101–102 – I wojna dacka
- 105–106 – II wojna dacka
- 106 – Rzymianie podbili Dację (nowa prowincja Rzymu)
- 113 – w Rzymie wzniesiono kolumnę Trajana
- 117
  - Rzym osiągnął swój maksymalny zasięg terytorialny
  - początek rządów Hadriana
- 121–129 – powstał Mur Hadriana, mający chronić Rzymian przed najazdami Piktów
- 125 – zakończenie budowy rzymskiego Panteonu
- 138
  - Antonin Pius został cesarzem rzymskim
  - zakończenie budowy umocnień rzymskich: limes Germanicus i limes Raeticus
- 142 – powstał Mur Antoninusa – najbardziej na północ wysunięty limes cesarstwa w Brytanii
- około 150 – rozwój handlu na szlaku czarnomorskim, wzdłuż Dniestru, Bugu i Sanu
- około 160 – Antonin Pius ustanowił lekarzy publicznych, którzy udzielali ludności bezpłatnych porad (Rzym)
- 161 – cesarzem został Marek Aureliusz, szczyt potęgi Rzymu
- 177 – Marek Aureliusz wydał edykt przeciw chrześcijanom (tolerował ich prześladowania)
- 179 – zwycięstwo Rzymian nad Markomanami pod Vindoboną
- 180 – w Brytanii Rzymianie zostali wyparci za wał Hadriana
- 192 – śmierć cesarza Kommodusa kończy panowanie dynastii Antoninów, początek wojny domowej w imperium rzymskim
- 193 – Septymiusz Sewer został cesarzem, wprowadził reformę wojskową
- 197 – koniec wojny domowej
- rozkwit budownictwa monumentalnego

## Wydarzenia w Azji
- po 100 – buddyzm dotarł do Chin
- około 105 – chiński eunuch Cai Lun wynalazł papier
- 106 – Rzymianie podbili państwo Nabatejczyków i przyłączyli do cesarstwa jako Arabię
- 114 – Rzymianie zajęli Armenię
- 116
  - Rzymianie stłumili powstanie antyrzymskie i zdobyli Mezopotamię
  - powstanie Żydów w Egipcie i na Cyprze
- 117 – pokój Rzymu z Partami – granica na rzece Eufrat
- 129 – cesarz Hadrian ewakuował się z Mezopotamii
- 130 – na miejscu zburzonej Jerozolimy Rzymianie założyli Aelia Capitolina
- 132–135 – powstanie Bar-Kochby w Judei
- 135 – stłumienie powstania żydowskiego
- około 150 – najstarszy znany zapis tekstu w sanskrycie
- 155 – Rzymianie odparli najazd Partów na Armenię
- 161–166 – wojna Rzymian z Partami, Rzymianie zdobyli Mezopotamię (165) i spalili Seleukię oraz Ktezyfon (166)
- 184 – powstanie Żółtych Turbanów w Chinach (początek wojen domowych)
- 195–196 – pierwsza wojna partyjska
- 197–199 – druga wojna partyjska
- 199 – Mezopotamia prowincją rzymską
- około 200
  - powstały ostateczne wersje indyjskich epopei Ramajana i Mahabharata
  - pojawiły się periodyczne raporty (biuletyny) dworskie (państwowe) pod nazwą Tipao

## Wydarzenia w Afryce
- 115–117 – powstanie Żydów w Cyrenajce i na Cyprze
- około 150
  - początek dominacji Berberów i Mandingo w Sudanie
  - rozkwit kultury Nok w Nigerii
  - Klaudiusz Ptolemeusz sporządził mapę nieba i umieścił na niej gwiazdy dostrzegalne gołym okiem
- 172 – powstanie tzw. bukolów (pasterzy) w Egipcie (stłumione przez namiestnika Syrii)
- około 200 – powstanie Kościoła koptyjskiego

## Wydarzenia w Ameryce
- około 150
  - budowa piramid w Teotihuacan (Aztekowie)
  - Majowie wznosili pierwsze świątynie w postaci piramid
- około 200 – początek szczytowego okresu rozwoju Monte Albán w Meksyku